# 1966 aux Territoires du Nord-Ouest
Chronologie des Territoires du Nord-Ouest
- 1962
- 1963
- 1964
- 1965
- 1966
- 1967
- 1968
- 1969
- 1970

Cette page concerne des événements d'actualité qui se sont produits durant l'année 1966 dans le territoire canadien des Territoires du Nord-Ouest.

## Politique
- Premier ministre : Bent Gestur Sivertz (Commissaire en gouvernement)
- Commissaire :
- Législature :

## Événements
- La population du territoire est de 28 738 habitants
- Dépôt du rapport de la Commission Carrothers, commission sur la gouvernance des TNO[1]

## Naissances
- Daryl Dolynny, député de Range Lake (en) (depuis 2011).